# Leonel Vieira

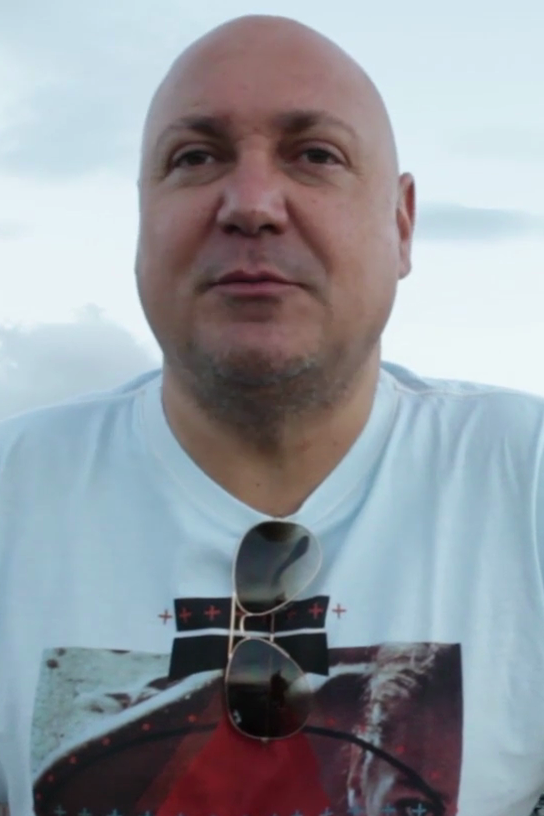
Leonel Vieira

Leonel Eduardo Barril Vieira (* 19. Juni 1969 in Miranda do Douro) ist ein portugiesischer Filmregisseur und -produzent.

## Werdegang
Er zog 1986 nach Porto, um Design zu studieren. 1990 brach er das Studium ab und ging an die Escuela Superior de Artes y Espectaculos TAI in Madrid, wo er 1992 sein Filmstudium abschloss. Nachdem er noch als Student in Madrid bei Pedro M. Ozes Independentfilm Sueño de Fortuna mitarbeitete (Dekor), drehte er nach seiner Rückkehr in Portugal seinen ersten Film, A Sombra dos Abutres („Der Schatten der Geier“). Ihn zu veröffentlichen gelang ihm jedoch erst nach dem Erfolg seines zweiten Films, Zona J. Benannt nach einem Problemviertel im Lissabonner Stadtbezirk Chelas, wurde der Film ein Kassenerfolg, auch dank einer gelungenen Werbekampagne des Fernsehkanals SIC.
Für seine Verfilmung von Ferreira de Castros Roman A Selva (dt. Titel: „Die Kautschukzapfer“) ging er 2002 nach Brasilien und arbeitete auch mit brasilianischen Schauspielern, um dem Film einen größeren Markt zu ermöglichen. 2008 drehte er für die Single Rosa Branca der Fado-Sängerin Mariza das offizielle Video. Seine Kultfilm-artige Action-Komödie Arte de Roubar („Die Kunst des Stehlens“) drehte er im gleichen Jahr mit portugiesischen Schauspielern, jedoch komplett in englischer Originalsprache.
Seinen bisher größten kommerziellen Erfolg erreichte er mit humorvollen, an das heutige Portugal adaptierten Remakes von populären Komödien des Portugiesischen Kinos der 1930er und 40er Jahre, die Comédias portuguesa. 2015 waren bereits Vieiras Neuverfilmungen von O Pátio das Cantigas und O Leão da Estrela erschienen, die zu den größten Kassenerfolgen des portugiesischen Kinos seit 2004 wurden. Mit einer Neuauflage von Das Lied von Lissabon wurde die Trilogie 2016 abgeschlossen.
Seit 2003 entwickelte Vieira parallel zu seiner Regiearbeit eine rege Aktivität als Produzent, besonders in Portugal und Brasilien.

## Rezeption
Vieira gehört nicht zu den portugiesischen Autorenfilmern seiner Generation, sondern orientiert sich, ähnlich Fernando Fragata, am Publikumsfilm, mit einigem Erfolg (3 Filme unter den 40 meistgesehenen portugiesischen Filmen seit 2004). Die Kritik attestiert seinen Filmen handwerkliches Geschick, allerdings auch Schwächen in den Drehbüchern und nicht immer voll überzeugende Schauspieler. Sein vielseitiges Werk zeichnet sich durch Einfallsreichtum und Kreativität aus, und dem Drang, Filme für ein breites Publikum zu machen, die auch einigen cineastischen Ansprüchen genügen.

## Filmografie
| - 1998: A Sombra dos Abutres - 1998: Ballet Rose – Vidas Proibidas (TV-Mehrteiler) - 1998: Zona J - 2000: Mustang (TV-Film) - 2002: A Bomba - 2002: A Selva - 2005: Segredo (TV-Serie, 28 Folgen) - 2005: Um Tiro no Escuro - 2007: Julgamento - 2008: Arte de Roubar - 2009: Conexão (TV-Serie, zwei Folgen) - 2011: Tempo Final (TV-Serie, zwei Folgen) - 2015: O Pátio das Cantigas (auch TV-Mehrteiler) - 2015: O Leão da Estrela (auch TV-Mehrteiler) - 2017: Alguém Como Eu - 2023: O Crime do Padre Amaro (TV-Mehrteiler) - 1998: A Sombra dos Abutres - 2008: Arte de Roubar - 2013: O Último Animal | - 2001: O Espírito da Lei (TV-Mehrteiler) - 2002: A Selva - 2005: Diário de Um Novo Mundo - 2005: Segredo (TV-Mehrteiler) - 2006: Die Nacht der Sonnenblumen (La noche de los girasoles) - 2006: Filme da Treta - 2007: Julgamento - 2008: Arte de Roubar - 2009: Conexão (TV-Serie) - 2009: Budapest (Ko-Produzent) - 2009: Acabou: Até te Esquecer (Kurzfilm, Video) - 2010: Anestesia (Kurzfilm) - 2010: O Dez (TV-Film) - 2010: Making of O Dez (TV) - 2011: Tempo Final (TV-Mehrteiler) - 2011: Barcelona, ciutat neutral (TV-Mehrteiler) | - 2011: Dilemma - 2012: The Sex of Angels (Ko-Produzent) - 2012–2013: Rouge Brésil (TV-Mehrteiler, 3 Folgen) - 2013: A Estrada 47 - 2013: La vida inesperada - 2013–2014: Os Filhos do Rock (TV-Serie) - 2015: O Duelo - 2015: O Pátio das Cantigas (auch TV-Mehrteiler) - 2015: O Leão da Estrela (auch TV-Mehrteiler) - 2016: A Canção de Lisboa - 2017: Perdidos - 2017: Filha da Lei (TV-Serie) - 2017: Alguém Como Eu - 2017–2018: País Irmão (TV-Serie) - 2019 Tiro e Queda - 2019: Die kleine Schweiz (La pequeña Sviza) - 2019: Teorias da Conspiração (TV-Serie) - 2021: El Cover - 2023: O Crime do Padre Amaro (TV-Mehrteiler) |